# Wheel Horse

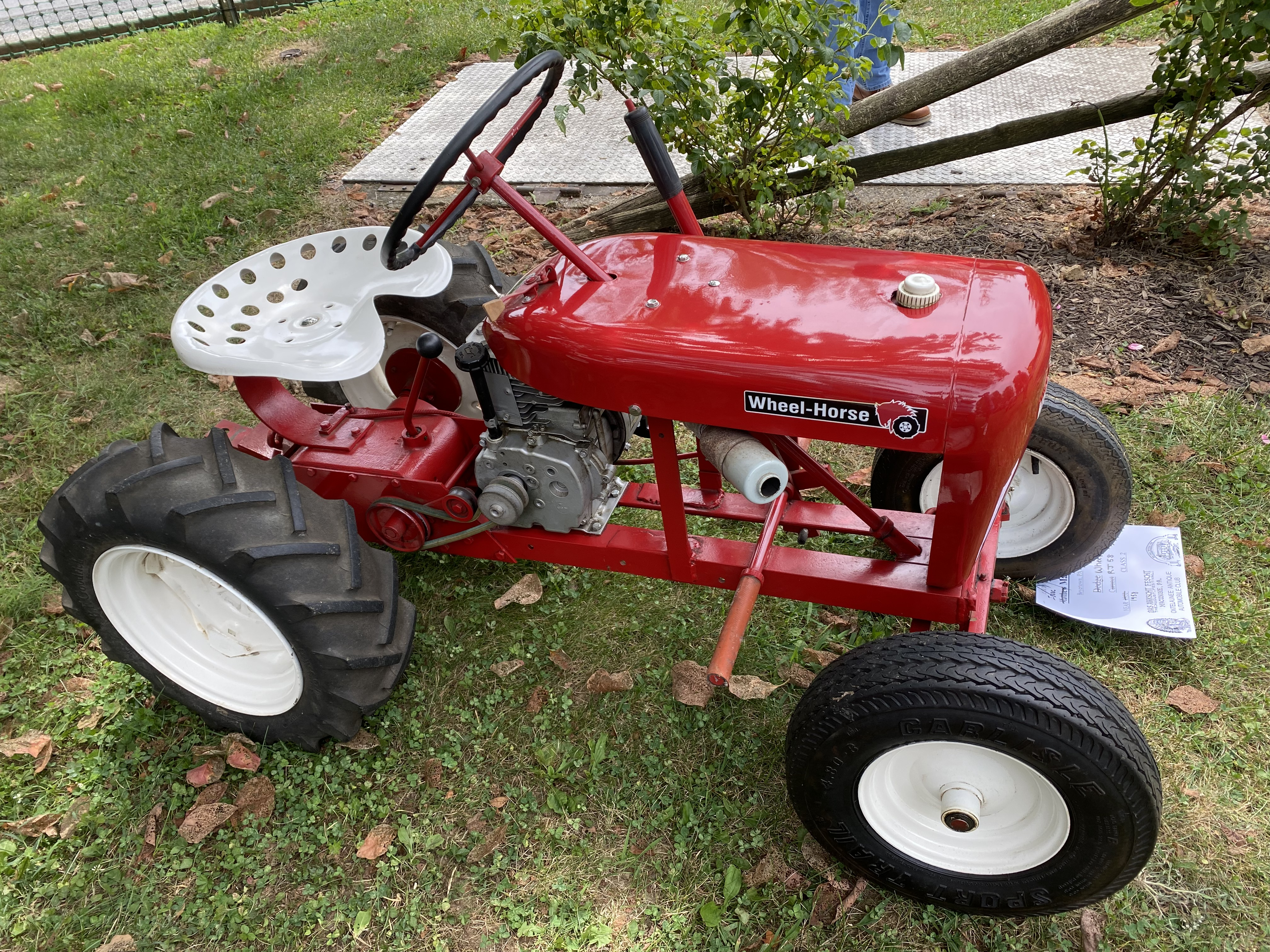
Tractor de jardín Wheel Horse Rj-58 (1958)

Wheel Horse era un fabricante de equipos mecánicos autopropulsados para jardines y lugares exteriores, incluidos cortacéspedes y tractores de jardín. La sede de la empresa estaba en South Bend (Indiana), Estados Unidos.

## Historia
El negocio se inició en el garaje para dos automóviles de Elmer Pond en 1946. Pond comenzó a fabricar tractores de jardín (motocultores autopropulsados de dos ruedas) "Walk-Away" que se vendían con el nombre de Pond. Debido a un conflicto de nombres con otra empresa, el nombre de la compañía se cambió a Wheel Horse. El nombre no solo evoca tractores en general (realizando trabajo de tracción mediante ruedas) sino también la connotación de una herramienta de trabajo siempre disponible. El hijo de Pond, Cecil Elwood Pond, continuó desarrollando y comercializando los productos de la empresa.
El bastidor de sus máquinas solía estar hecho a base de perfiles angulares simples o piezas de acero laminado, sobre las que se disponían componentes mecánicos y repuestos diseñados para motocicletas o automóviles. En 1947, se introdujo un tractor de cuatro ruedas, el modelo "Ride-Away" para su uso en jardines. También se fabricó con sus piezas a la vista y sin capó, para facilitar su mantenimiento.
La demanda de tractores de jardín aumentó rápidamente a medida que los hogares con jardines pequeños se fueron dando cuenta que eran máquinas prácticas y asequibles que podían utilizarse en numerosas tareas y que eran económicas de mantener. Para 1956, el negocio se había logrado un gran éxito. La empresa comenzó a fabricar una gama de tractores para jardín y césped de pequeños a grandes, además de una línea de cortadoras de césped con asiento. Una característica de los productos fue su normalización a través de los años.
El modelo más popular fue el R-J58 Wheel Horse de 1958, que venía sin plataforma de corte, pero al que se le podía agregar una. El nuevo modelo incluía una transmisión de tres velocidades llamada Uni-Drive, que fue diseñada por Elmer Pond en 60 días. Disponía de un motor Clinton B-1290 o Kohler K-90. Otro modelo de éxito era el Rj-35, que usaba un motor Clinton B-1200 con una transmisión accionada por correa. Cuando estaba equipado con un motor Briggs & Stratton de 2,5 caballos (2,5 CV), el modelo del tractor se comercializaba como RJ-25.
Las herramientas y complementos siguieron siendo los mismos para todos los modelos de la serie RJ. Desde 1956-1957, Wheel Horse cambió el color de las ruedas de negro a color almendra.
La demanda de estos pequeños tractores creció tanto a finales de 1959, que la producción no alcanzaba a cubrir la demanda, y las ventas superaron los 4,5 millones de dólares.
En 1960 se produjeron cambios de estilo significativos. Sin embargo, la ubicación del motor inmediatamente por delante del operador y las ruedas de 12 pulgadas (305 mm) permanecieron iguales. Este año se introdujeron dos modelos de tractores: el modelo 400, con motor Kohler de 4 HP (4,1 CV) y el modelo 550, con motor de 5,5 HP (5,6 CV) Tecumseh-Lauson. Estos dos modelos eran conocidos como los tractores "Suburban".
En 1965, Wheel Horse estuvo entre los primeros en introducir tractores con un sistema tracción hidráulica, los modelos 875 y 1075 "Wheel-a-Matic".
Para expandir las opciones de la retirada de nieve más allá del accesorio de la pala de empuje para sus tractores, la compañía también agregó sopladores de nieve con la línea de quitanieves "Reo".
Los productos de la empresa se ganaron una buena reputación en el mercado. El Ranger de 1968 era un tractor de alta gama con un motor de 6 HP (6,1 CV), ruedas traseras grandes, "robusta suspensión delantera" y presentaba una garantía de dos años.
En abril de 1968, Wheel Horse se introdujo en el mercado de las motos para nieve al comprar la línea Sno-Flite de CE Erickson de Des Moines. Los seis modelos llamados "Safari" iban de 295 a 440 cc, producían de 18 HP (18,2 CV) a 30 HP (30,4 CV) con un sistema de arranque eléctrico opcional y tenían un precio comprendido entre 845 y 1195 dólares. Las motos de nieve Sno-Flite fueron fabricadas por Wheel Horse hasta 1972, cuando la línea se vendió a Parts Unlimited, que continuó dando soporte técnico a los antiguos productos hasta que se agotaron las piezas de repuesto a finales de la década de 1970 o principios de la de 1980.
En la primavera de 1969, Wheel Horse abrió una planta de producción en Oevel, Bélgica. La fábrica se llamó Amnor N.V. La producción terminó en esta factoría en 1991. El edificio es ahora la sede de Toro Europa.
En 1974 había once modelos en cuatro líneas de tractores para césped y jardín: la Serie A "económica" 8 HP (8,1 CV) con cortadora de césped estándar de 32 pulgadas y arranque eléctrico o de retroceso, la Serie B "compacta" con transmisión automática o de cuatro velocidades, la Serie C que ofrecía cuatro modelos (el C-120 y C-160 automático, y el C-100 y C-160 de 8 velocidades y el C-161), así como la Serie D de primera línea que presentaba transmisiones automáticas con el D-160, D-180 y el D-200 propulsados por un motor 19,9 HP (20,2 CV) de dos cilindros.
El negocio fue adquirido por American Motors Corporation (AMC) el 24 de mayo de 1974. La compañía pagó $30 millones a medida que se expandía a mercados no automotrices.
En 1982, un grupo de gestores de AMC, encabezados por el director de desarrollo corporativo John S. Munn, adquirió Wheel Horse mediante una adquisición por la dirección. Durante este tiempo, se realizaron algunos cambios estéticos, pero el diseño de los bastidores y de los accesorios se mantuvo igual. A mediados de agosto de 1986, Toro compró Wheel Horse por 8 millones de dólares. Los tractores se fabricaron bajo la marca Toro durante las siguientes dos décadas. Con su nuevo propietario, los tractores Wheel Horse de precio económico compartían los mismos bastidores, accesorios y otras piezas de acero prensado que se utilizan en los equipos de la familia Toro, construidos a precios muy reducidos. El nombre de Wheel Horse se eliminó de la producción después de 2007.

## Coleccionismo
La marca ha disfrutado de un resurgimiento del interés en los últimos años, de modo que en 1999 se formó el "Wheel Horse Collectors Club", que se reúne anualmente en junio en South Mountain Fairgrounds en Arendtsville. Los propietarios exhiben sus máquinas y participan en el comercio de "Caballos".

## En la cultura popular
- Se ve una máquina Wheel Horse en el quinto episodio de la serie de televisión británica TLos profesionales de finales de la década de 1970 y principios de la de 1980 .